# Nordsjälland
För andra betydelser, se Nordsjälland (olika betydelser).

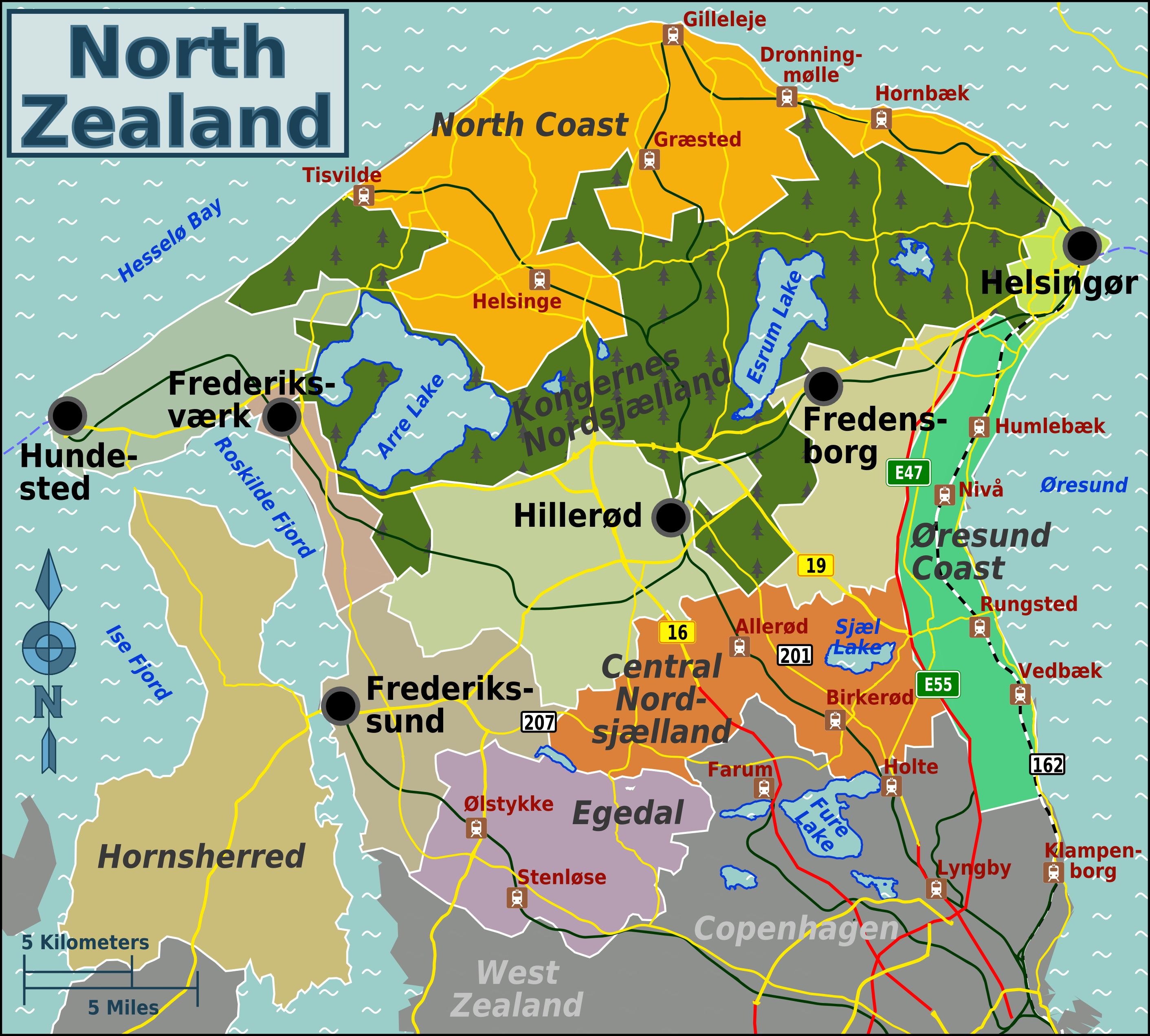
Karta över Nordsjälland.

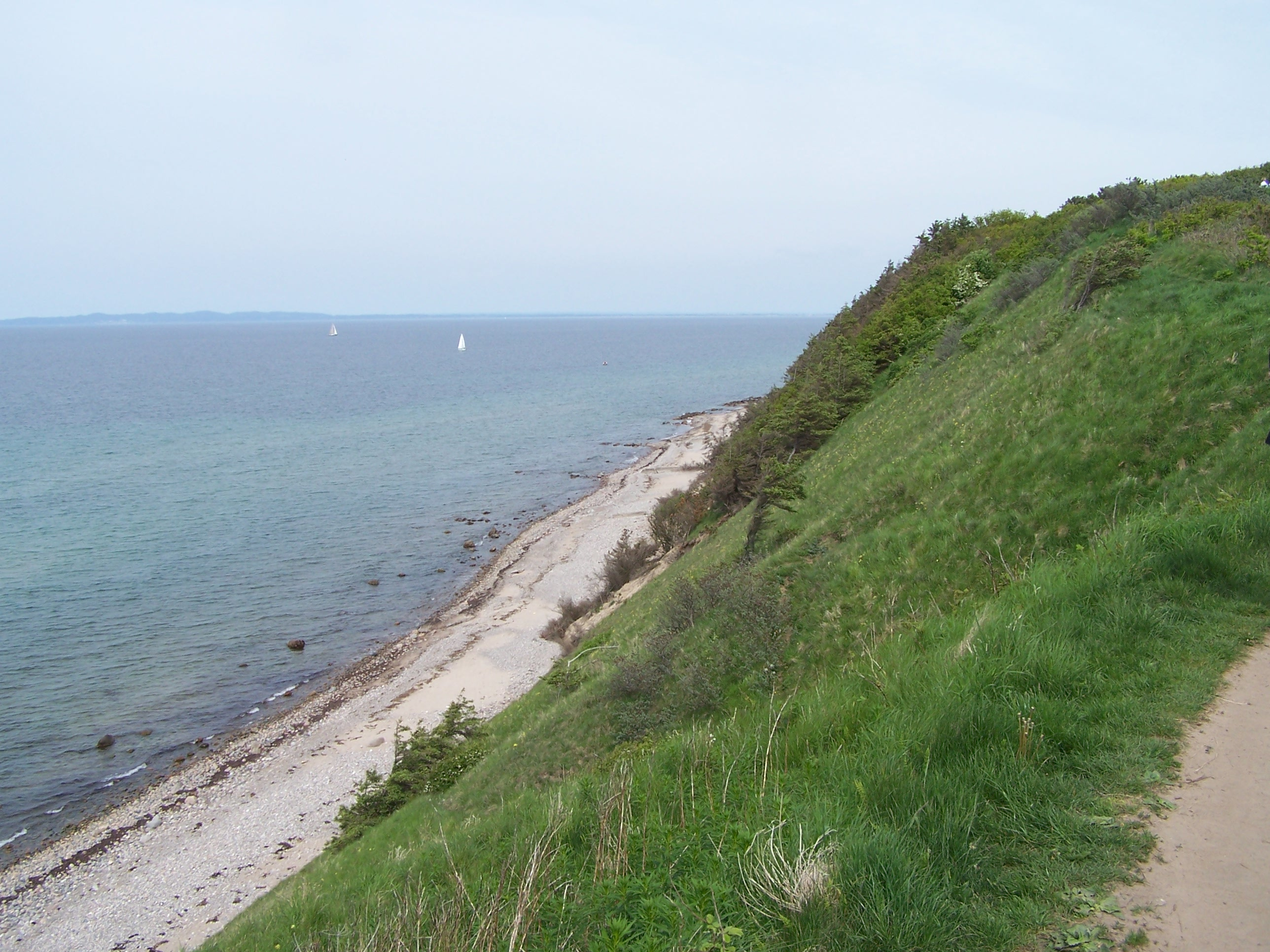
Gillelejes kust.

Nordsjälland (danska: Nordsjælland) är den i Danmark allmänna beteckningen för nordöstra delen av ön Själland. Nordvästsjälland och Köpenhamn räknas normalt inte till Nordsjälland.
De största orterna i Nordsjälland är Helsingör, Hørsholm, Hillerød, Birkerød och Farum, samtliga i norra delen av Region Hovedstaden (före 2007 i Frederiksborgs amt).
Avgränsningen av Nordsjälland mot söder och väster är dock inte klart definierad. En möjlig avgränsning mot söder är en linje från Roskilde till Hellerup. Mot väster kan gränsen vara antingen Roskildefjorden eller Isefjorden. Om gränsen sätts vid Isefjorden, ingår således Hornsherred i Nordsjälland.
Fram till 1 januari 2007 var Nordsjälland administrativt delat mellan Frederiksborgs amt och angränsande kommuner (Ledøje-Smørums kommun, Værløse kommun och Søllerøds kommun) i Köpenhamns amt.
Nordsjällands kust från Hundested till Helsingör är känd för sin vackra natur med stränder och skogar. Kuststräckan kallas även "Den danske Riviera".
Mellan Hornbæk och Ålsgårde finns flera bunkrar från tyska ockupationen (besættelsen).